# The Power of Nightmares
The Power of Nightmares ist ein dreiteiliger Dokumentarfilm von Adam Curtis (2004), der untersucht, wie politische Führer Angst  und Feindbilder nutzen, um Macht zu sichern. Die Filmreihe vergleicht die Entstehung des US-amerikanischen Neokonservatismus und des Islamismus, zeigt deren Zusammenarbeit im Kalten Krieg und beschreibt, wie nach 9/11 die Bedrohung durch den internationalen Terrorismus übertrieben wurde. Die zentrale These ist, dass westliche Regierungen Albträume statt Utopien schüren, um ihre politischen Ziele zu verfolgen.

## Inhalt der drei Teile

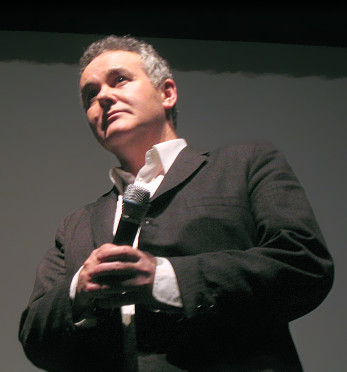
Adam Curtis, Regisseur und Produzent von The Power of Nightmares

Die Erstausstrahlung der britische Dokumentarfilmreihe fand im Oktober 2004 auf dem Fernsehsender BBC Two statt. Die Serie untersucht die Ursprünge und Entwicklung der Politik der Angst im Westen und beleuchtet, wie politische Führer Angst als Instrument nutzen, um Macht und Kontrolle zu sichern.

### Erste Episode: „Baby It’s Cold Outside“
Die erste Episode zeigt die parallele Entwicklung zweier Ideologien:
- Neokonservatismus in den USA: Inspiriert von Leo Strauss, der argumentierte, dass Mythen und Angst notwendig sind, um gesellschaftliche Ordnung zu schaffen.
- Radikaler Islamismus: Gegründet von Sayyid Qutb, einem ägyptischen Denker, der westliche Werte als dekadent und korrupt ansah.

Curtis erklärt, wie diese Bewegungen in ihrer frühen Phase politisch unbedeutend waren, jedoch eine gemeinsame Vision hatten: den moralischen Verfall der Gesellschaft zu bekämpfen. Beide Ideologien würden darauf basieren, dass frühere Vorstellungen, eine bessere Welt herbeizuführen, so nicht in Erfüllung gingen, und beide Seiten ähnliche Vorstellungen davon hätten, warum dem so war. 
Wesentliche Kritik an beiden Ideologien in der Dokumentationsreihe ist, dass sie vereinfachte und übertriebene Feindbilder erschaffen würden (etwa gegenüber anderen Kulturen), und dass ihre Vertreter zur Verbreitung der Ansichten vor allem versuchten, Angst im Volk zu verbreiten.

### Zweite  Episode: „The Phantom Victory“
Im zweiten Teil der Reihe wird die Zusammenarbeit der USA und radikaler Islamisten während des Kalten Krieges beleuchtet, insbesondere im Kontext des Afghanistankriegs gegen die Sowjetunion. Nach dem Sieg gegen die Sowjets blieben die Islamisten und Neokonservativen jedoch ideologisch und politisch gespalten.	Curtis argumentiert, dass die USA später eine übertriebene Bedrohung durch den Terrorismus konstruierten, um politische Macht zu festigen.

### Dritte  Episode:  „The Shadows in the Cave“
Hier untersucht Curtis die Hintergründe von Propaganda, welche die Weltpolitik insbesondere nach den Anschlägen vom 11. September 2001 präge, indem die Neokonservativen die Bedrohung durch Al-Qaida als existenzielle Gefahr darstellten. Curtis behauptet, dass die Darstellung von Al-Qaida als weltweit operierendes Terrornetzwerk maßlos übertrieben war. Es gebe gefährliche islamistische Extremisten, aber keine mächtige umspannende Geheimorganisation Al-Qaida, die dahinter stehe. Der Film argumentiert, dass westliche Regierungen Angst vor einem unsichtbaren Feind schürten, um ihre politischen Agenden durchzusetzen.

### Islamismus
- Jihad: The Trail of Political Islam ISBN 0-674-01090-6 von Gilles Kepel und seinem früheren Buch, The Prophet and the Pharaoh ISBN 0-520-08543-4
  - Das aktuelle Werk ist The War for Muslim Minds ISBN 0-674-01575-4, in der Dokumentation jedoch nicht erwähnt.
- Einen genaueren Einblick gewährleisten die Originalschriften von Sayyid Qutb – im Besonderen Milestones (auch übersetzt als Signposts Along the Road) ISBN 0-911119-42-6
- The Failure of Political Islam von Olivier Roy, übersetzt von Carol Volk ISBN 0-674-29141-7 und
- Globalized Islam: The Search for a New Ummah von Olivier Roy ISBN 0-231-13498-3
- Al Qaeda: The True Story of Radical Islam von Jason Burke ISBN 1-85043-666-5
- The Fragmentation of Afghanistan: State Formation and Collapse in the International System, Second Edition von Barnett Rubin ISBN 0-300-09519-8
  - The Search for Peace in Afghanistan: From Buffer State to Failed State ISBN 0-300-06376-8
- Aiman az-Zawahiris Ansichten und Ideologien können auch unter Knights under the Prophet's Banner, laut Curtis nachgelesen werden. Auszüge hier, Übersetzung ins Englische hier (Memento vom 29. Juni 2004 im Internet Archive)

### Die Geschichte des Neokonservatismus
- The Rise of the Counterestablishment: From Conservative Ideology to Political Power von Sidney Blumenthal ISBN 0-06-097140-1
- Neoconservatism: The Autobiography of an Idea von Irving Kristol ISBN 0-02-874021-1
- Leo Strauss and the American Right von Shadia Drury ISBN 0-312-21783-8
- The Anatomy of Antiliberalism von Stephen Holmes ISBN 0-674-03185-7 (Antiliberalism vom selben Autor?)
- Recasting Conservatism von Robert devigne ISBN 0-300-05594-3
- The Closing of the American Mind von Allan Bloom ISBN 0-671-65715-1

### „Die Verrücktheit der 90er Jahre“
- Blinded by the Right: The Conscience of an Ex-Conservative by David Brock ISBN 0-8129-3099-1
- The Gang of Five: The Leaders at the Centre of the Conservative Crusade/Ascendancy (Titel hängt von Auflage ab) von Nina Easton ISBN 0-7432-0320-8